# Кортишево
Ко́ртишево (рос. Кортышево) — присілок в Глазовському районі Удмуртії, Росія.

## Населення
Населення — 5 осіб (2010; 12 в 2002).
Національний склад станом на 2002 рік:
- удмурти — 92 %

## Урбаноніми[3]
- вулиці — Травнева, Центральна